# Leichtathletik-Halleneuropameisterschaften 2002
Die 27. Leichtathletik-Halleneuropameisterschaften fanden vom 1. bis 3. März 2002 im Ferry-Dusika-Hallenstadion in Wien statt. Die österreichische Bundeshauptstadt war zum dritten Mal nach 1970 und 1979 Austragungsort dieser Veranstaltung.
Während der Wettkämpfe wurden zwei Weltrekorde aufgestellt: durch Jolanda Čeplak im 800-Meter-Lauf und durch Swetlana Feofanowa im Stabhochsprung. Insgesamt erzielten die Athleten in Wien 48 nationale Rekorde und sieben Meisterschaftsrekorde.

## Ergebnisse Männer

### 60 m
| Platz | Athlet             | Land | Zeit (s) |
| ----- | ------------------ | ---- | -------- |
| 1     | Jason Gardener     | GBR  | 6,49 CR  |
| 2     | Mark Lewis-Francis | GBR  | 6,55     |
| 3     | Anatolij Dowhal    | UKR  | 6,62     |
| 4     | Bongelo Bongelemba | BEL  | 6,67     |
| 5     | Francesco Scuderi  | ITA  | 6,69     |
| 6     | Patrik Lövgren     | SWE  | 6,70     |
| 7     | John Ertzaard      | NOR  | 6,74     |
| 8     | Andrea Rebino      | ITA  | 6,74     |

Datum: 3. März

### 200 m
| Platz | Athlet             | Land | Zeit (s) |
| ----- | ------------------ | ---- | -------- |
| 1     | Marcin Urbaś       | POL  | 20,64    |
| 2     | Christian Malcolm  | GBR  | 20,65    |
| 3     | Robert Maćkowiak   | POL  | 20,77    |
| 4     | Daniel Caines      | GBR  | 20,14    |
| 5     | Radek Zachoval     | CZE  | 21,15    |
| 6     | Marcin Jędrusiński | POL  | 21,78    |

Datum: 2. März

### 400 m
| Platz | Athlet             | Land | Zeit (s) |
| ----- | ------------------ | ---- | -------- |
| 1     | Marek Plawgo       | POL  | 45,39 CR |
| 2     | Jimisola Laursen   | SWE  | 45,59 NR |
| 3     | Ioan Vieru         | ROU  | 46,17    |
| 4     | Piotr Rysiukiewicz | POL  | 46,32    |
| 5     | Jiří Mužík         | CZE  | 46,36    |
| 6     | Marc Foucan        | FRA  | 47,40    |

Datum: 3. März

### 800 m
| Platz | Athlet               | Land | Zeit (min) |
| ----- | -------------------- | ---- | ---------- |
| 1     | Paweł Czapiewski     | POL  | 1:44,78 CR |
| 2     | André Bucher         | SUI  | 1:44,93 NR |
| 3     | Antonio Manuel Reina | ESP  | 1:45,25 NR |
| 4     | Dmitri Bogdanow      | RUS  | 1:45,84    |
| 5     | Sergei Koschewnikow  | RUS  | 1:46,13    |
| 6     | David Fiegen         | LUX  | 1:47,44 NR |

Datum: 3. März

### 1500 m
| Platz | Athlet              | Land | Zeit (min) |
| ----- | ------------------- | ---- | ---------- |
| 1     | Rui Silva           | POR  | 3:49,93    |
| 2     | Juan Carlos Higuero | ESP  | 3:50,08    |
| 3     | Michael East        | GBR  | 3:50,52    |
| 4     | Branko Zorko        | CRO  | 3:50,66    |
| 5     | Michal Šneberger    | CZE  | 3:50,70    |
| 6     | James Nolan         | IRL  | 3:50,84    |
| 7     | Saïd Chébili        | FRA  | 3:51,00    |
| 8     | Andrei Sadoroschny  | RUS  | 3:51,48    |

Datum: 2. März

### 3000 m
| Platz | Athlet                | Land | Zeit (min) |
| ----- | --------------------- | ---- | ---------- |
| 1     | Alberto García        | ESP  | 7:43,89 CR |
| 2     | Antonio David Jiménez | ESP  | 7:46,49    |
| 3     | Jesús España          | ESP  | 7:48,08    |
| 3     | John Mayock           | GBR  | 7:48,08    |
| 5     | Michael Buchleitner   | AUT  | 7:54,39    |
| 6     | Mohammed Mourhit      | BEL  | 7:59,79    |
| 7     | Sergei Iwanow         | RUS  | 8:02,98    |
| 8     | Mindaugas Pukštas     | LTU  | 8:03,21    |

Datum: 2. März

### 60 m Hürden
| Platz | Athlet              | Land | Zeit (s) |
| ----- | ------------------- | ---- | -------- |
| 1     | Colin Jackson       | GBR  | 7,40     |
| 2     | Elmar Lichtenegger  | AUT  | 7,44     |
| 3     | Staņislavs Olijars  | LAT  | 7,51     |
| 4     | Florian Schwarthoff | GER  | 7,59     |
| 5     | Robert Kronberg     | SWE  | 7,67     |
| 6     | Peter Coghlan       | IRL  | 7,67     |
| 7     | Mike Fenner         | GER  | 7,70     |
|       | Jewgeni Petschonkin | RUS  | DQ       |

Datum: 2. März
Der ursprünglich Drittplatzierte Jewgeni Petschonkin (7,50 s) wurde wegen Dopings disqualifiziert.

### 4 × 400 m Staffel
| Platz | Land       | Athleten                                                                  | Zeit (min) |
| ----- | ---------- | ------------------------------------------------------------------------- | ---------- |
| 1     | Polen      | Marek Plawgo Piotr Rysiukiewicz Artur Gąsiewski Robert Maćkowiak          | 3:05,50 CR |
| 2     | Frankreich | Marc Foucan Laurent Claudel Loïc Lerouge Stéphane Diagana                 | 3:06,42    |
| 3     | Spanien    | Carlos Meléndez David Canal Salvador Rodríguez Alberto Martínez           | 3:06,60 NR |
| 4     | Russland   | Alexander Ussow Jewgeni Lebedew Alexander Ladeischtschikow Oleg Mischukow | 3:08,02    |
| 5     | Österreich | Thomas Scheidl Andreas Rechbauer Klaus Angerer Wolfgang Göschl            | 3:13,81    |

Datum: 3. März

### Hochsprung
| Platz | Athlet             | Land | Höhe (m) |
| ----- | ------------------ | ---- | -------- |
| 1     | Staffan Strand     | SWE  | 2,34     |
| 2     | Stefan Holm        | SWE  | 2,30     |
| 3     | Jaroslaw Rybakow   | RUS  | 2,30     |
| 4     | Andrij Sokolowskyj | UKR  | 2,27     |
| 5     | Joan Charmant      | FRA  | 2,24     |
| 6     | Tomáš Janků        | CZE  | 2,24     |
| 7     | Henads Maros       | BLR  | 2,24     |
| 7     | Wilbert Pennings   | NED  | 2,24     |

Datum: 3. März

### Stabhochsprung
| Platz | Athlet              | Land | Höhe (m) |
| ----- | ------------------- | ---- | -------- |
| 1     | Tim Lobinger        | GER  | 5,75     |
| 2     | Patrik Kristiansson | SWE  | 5,75 NR  |
| 3     | Lars Börgeling      | GER  | 5,75     |
| 4     | Adam Kolasa         | POL  | 5,70     |
| 5     | Thibaut Duval       | BEL  | 5,70 NR  |
| 6     | Pawel Gerassimow    | RUS  | 5,60     |
| 7     | Piotr Buciarski     | DEN  | 5,50     |
| 8     | Richard Spiegelburg | GER  | 5,40     |

Datum: 2. März

### Weitsprung
| Platz | Athlet                 | Land | Weite (m) |
| ----- | ---------------------- | ---- | --------- |
| 1     | Raúl Fernández         | ESP  | 8,22 CR   |
| 2     | Yago Lamela            | ESP  | 8,17      |
| 3     | Petar Datschew         | BUL  | 8,17      |
| 4     | Oleksij Lukaschewytsch | UKR  | 8,11      |
| 5     | Kirill Sossunow        | RUS  | 8,02      |
| 6     | Wolodymyr Sjuskow      | UKR  | 7,97      |
| 7     | Witali Schkurlatow     | RUS  | 7,95      |
|       | Kader Klouchi          | FRA  | NM        |

Datum: 2. März

### Dreisprung
| Platz | Athlet              | Land | Weite (m) |
| ----- | ------------------- | ---- | --------- |
| 1     | Christian Olsson    | SWE  | 17,54 CR  |
| 2     | Marian Oprea        | ROU  | 17,22     |
| 3     | Aljaksandr Hlawazki | BLR  | 17,05     |
| 4     | Fabrizio Donato     | ITA  | 16,90     |
| 5     | Rostislaw Dimitrow  | BUL  | 16,79     |
| 6     | Alexander Sergejew  | RUS  | 16,56     |
| 7     | Igor Spassowchodski | RUS  | 16,52     |
| 8     | Karl Taillepierre   | FRA  | 16,46     |

Datum: 3. März

### Kugelstoßen
| Platz | Athlet                | Land | Weite (m) |
| ----- | --------------------- | ---- | --------- |
| 1     | Manuel Martínez       | ESP  | 21,26 NR  |
| 2     | Joachim Olsen         | DEN  | 21,23     |
| 3     | Pawel Tschumatschenko | RUS  | 20,30     |
| 4     | Ville Tiisanoja       | FIN  | 20,19     |
| 5     | Petr Stehlík          | CZE  | 19,86     |
| 6     | Pawel Lyschyn         | BLR  | 19,79     |
| 7     | Jimmy Nordin          | SWE  | 19,69     |
|       | Mikuláš Konopka       | SVK  | DQ        |

Datum: 2. März
Der ursprünglich Drittplatzierte Mikuláš Konopka (20,87 m) wurde wegen Dopings disqualifiziert.

### Siebenkampf
| Platz | Athlet              | Land | Punkte |
| ----- | ------------------- | ---- | ------ |
| 1     | Roman Šebrle        | CZE  | 6280   |
| 2     | Tomáš Dvořák        | CZE  | 6165   |
| 3     | Erki Nool           | EST  | 6084   |
| 4     | Jón Arnar Magnússon | ISL  | 5996   |
| 5     | Attila Zsivóczky    | HUN  | 5857   |
| 6     | Zsolt Kürtösi       | HUN  | 5950   |
| 7     | Óscar González      | ESP  | 5873   |
| 8     | Nadir El Fassi      | FRA  | 5844   |

Datum: 1.–2. März
Der Siebenkampf besteht aus den Disziplinen 60-Meter-Lauf, Weitsprung, Kugelstoßen, Hochsprung, 60-Meter-Hürdenlauf, Stabhochsprung und 1000-Meter-Lauf.

## Ergebnisse Frauen

### 60 m
| Platz | Athletin         | Land | Zeit (s) |
| ----- | ---------------- | ---- | -------- |
| 1     | Kim Gevaert      | BEL  | 7,16 NR  |
| 2     | Marina Kislowa   | RUS  | 7,18     |
| 3     | Georgia Kokloni  | GRE  | 7,22     |
| 4     | Karin Mayr       | AUT  | 7,22     |
| 5     | Marion Wagner    | GER  | 7,23     |
| 6     | Larissa Kruglowa | RUS  | 7,25     |
| 7     | Andrea Philipp   | GER  | 7,27     |
| 8     | Saša Prokofjev   | SLO  | 7,37     |

Datum: 3. März

### 200 m
| Platz | Athletin           | Land | Zeit (s) |
| ----- | ------------------ | ---- | -------- |
| 1     | Muriel Hurtis      | FRA  | 22,52    |
| 2     | Karin Mayr         | AUT  | 22,70 NR |
| 3     | Gabi Rockmeier     | GER  | 23,05    |
| 4     | Nora Ivanova-Güner | TUR  | 23,08 NR |
| 5     | Sylviane Félix     | FRA  | 23,87    |
| 6     | Ekaterina Maschowa | BUL  | 23,99    |

Datum: 2. März

### 400 m
| Platz | Athletin            | Land | Zeit (s) |
| ----- | ------------------- | ---- | -------- |
| 1     | Natalja Antjuch     | RUS  | 51,65    |
| 2     | Claudia Marx        | GER  | 52,15    |
| 3     | Karen Shinkins      | IRL  | 52,17    |
| 4     | Natalja Iwanowa     | RUS  | 52,23    |
| 5     | Julija Petschonkina | RUS  | 52,91    |
| 6     | Catherine Murphy    | GBR  | 52,98    |

Datum: 3. März

### 800 m
| Platz | Athletin               | Land | Zeit (min) |
| ----- | ---------------------- | ---- | ---------- |
| 1     | Jolanda Čeplak         | SLO  | 1:55,82 WR |
| 2     | Stephanie Graf         | AUT  | 1:55,85 NR |
| 3     | Élisabeth Grousselle   | FRA  | 2:01,46    |
| 4     | Mayte Martínez         | ESP  | 2:01,50    |
| 5     | Swetlana Tscherkassowa | RUS  | 2:02,80    |
| 6     | Sandra Stals           | BEL  | 2:07,33    |

Datum: 3. März

### 1500 m
| Platz | Athletin            | Land | Zeit (min) |
| ----- | ------------------- | ---- | ---------- |
| 1     | Jekaterina Pusanowa | RUS  | 4:06,30    |
| 2     | Elena Iagăr         | ROU  | 4:06,90    |
| 3     | Alessja Turawa      | BLR  | 4:07,69    |
| 4     | Julija Kossenkowa   | RUS  | 4:08,63    |
| 5     | Daniela Jordanowa   | BUL  | 4:10,47    |
| 6     | Olga Komjagina      | RUS  | 4:11,97    |
| 7     | Sara Palmas         | ITA  | 4:13,21    |
| 8     | Zulema Fuentes-Pila | ESP  | 4:15,23    |

Datum: 3. März

### 3000 m
| Platz | Athletin             | Land | Zeit (min) |
| ----- | -------------------- | ---- | ---------- |
| 1     | Marta Domínguez      | ESP  | 8:53,87    |
| 2     | Carla Sacramento     | POR  | 8:53,96    |
| 3     | Jelena Sadoroschnaja | RUS  | 8:58,36    |
| 4     | Susanne Pumper       | AUT  | 8:59,93    |
| 5     | Lilija Wolkowa       | RUS  | 9:02,48    |
| 6     | Cristina Grosu       | ROU  | 9:02,99    |
| 7     | María Luisa Larraga  | ESP  | 9:03,45    |
| 8     | Sabrina Mockenhaupt  | GER  | 9:03,82    |

Datum: 3. März

### 60 m Hürden
| Platz | Athletin              | Land | Zeit (s) |
| ----- | --------------------- | ---- | -------- |
| 1     | Linda Ferga           | FRA  | 7,96     |
| 2     | Kirsten Bolm          | GER  | 7,97     |
| 3     | Patricia Girard       | FRA  | 7,98     |
| 4     | Nicole Ramalalanirina | FRA  | 8,01     |
| 5     | Flora Redoumi         | GRE  | 8,02     |
| 6     | Diane Allahgreen      | GBR  | 8,06     |
| 7     | Nadine Hentschke      | GER  | 8,20     |
|       | Glory Alozie          | ESP  | DQ       |

Datum: 2. März
Die ursprünglich Erstplatzierte Glory Alozie (7,84 s) wurde nachträglich disqualifiziert, weil sie wegen der fehlenden Freigabe durch den nigerianischen Leichtathletik-Verband noch nicht für Spanien startberechtigt war.

### 4 × 400 m Staffel
| Platz | Land       | Athletinnen                                                              | Zeit (min) |
| ----- | ---------- | ------------------------------------------------------------------------ | ---------- |
| 1     | Belarus    | Kazjaryna Stankewitsch Iryna Chljustawa Hanna Kosak Swjatlana Ussowitsch | 3:32,24 CR |
| 2     | Polen      | Anna Pacholak Aneta Lemiesz Anna Zagórska Grażyna Prokopek               | 3:32,45 NR |
| 3     | Italien    | Daniela Reina Patrizia Spuri Carla Barbarino Danielle Perpoli            | 3:36,49    |
| 4     | Österreich | Sabine Gasselseder Eva-Maria Schöftner Sabine Mick Brigitte Mühlbacher   | 3:42,24    |

Datum: 3. März

### Hochsprung
| Platz | Athletin           | Land | Höhe (m) |
| ----- | ------------------ | ---- | -------- |
| 1     | Marina Kupzowa     | RUS  | 2,03 NR  |
| 2     | Dóra Győrffy       | HUN  | 1,95     |
| 2     | Kajsa Bergqvist    | SWE  | 1,95     |
| 4     | Kathryn Holinski   | GER  | 1,93     |
| 5     | Jelena Slessarenko | RUS  | 1,90     |
| 5     | Anna Ksok          | POL  | 1,90     |
| 5     | Susan Jones        | GBR  | 1,90     |
| 8     | Oana Pantelimon    | ROU  | 1,90     |

Datum: 2. März

### Stabhochsprung
| Platz | Athletin           | Land | Höhe (m) |
| ----- | ------------------ | ---- | -------- |
| 1     | Swetlana Feofanowa | RUS  | 4,75 WR  |
| 2     | Yvonne Buschbaum   | GER  | 4,65 NR  |
| 3     | Monika Pyrek       | POL  | 4,60 NR  |
| 4     | Annika Becker      | GER  | 4,55     |
| 5     | Christine Adams    | GER  | 4,50     |
| 6     | Pavla Hamáčková    | CZE  | 4,35     |
| 7     | Kirsten Belin      | SWE  | 4,30     |
| 8     | Jelena Beljakowa   | RUS  | 4,20     |

Datum: 3. März

### Weitsprung
| Platz | Athletin          | Land | Weite (m) |
| ----- | ----------------- | ---- | --------- |
| 1     | Niki Xanthou      | GRE  | 6,74      |
| 2     | Olga Rubljowa     | RUS  | 6,74      |
| 3     | Ljudmila Galkina  | RUS  | 6,68      |
| 4     | Irina Simagina    | RUS  | 6,64      |
| 5     | Styliani Pilatou  | GRE  | 6,57      |
| 6     | Zita Ajkler       | HUN  | 6,48      |
| 7     | Lucie Komrsková   | CZE  | 6,44      |
| 8     | Antonia Jordanowa | BUL  | 6,43      |

Datum: 3. März

### Dreisprung
| Platz | Athletin             | Land | Weite (m) |
| ----- | -------------------- | ---- | --------- |
| 1     | Teresa Marinowa      | BUL  | 14,81     |
| 2     | Ashia Hansen         | GBR  | 14,71     |
| 3     | Jelena Oleinikowa    | RUS  | 14,30     |
| 4     | Nadeschda Baschenowa | RUS  | 14,20     |
| 5     | Cristina Nicolau     | ROU  | 14,11     |
| 6     | Marija Martinović    | YUG  | 14,00     |
| 7     | Irina Wassiljewa     | RUS  | 13,82     |
| 8     | Carlota Castrejana   | ESP  | 13,74     |

Datum: 2. März

### Kugelstoßen
| Platz | Athletin              | Land | Weite (m) |
| ----- | --------------------- | ---- | --------- |
| 1     | Wita Pawlysch         | UKR  | 19,76     |
| 2     | Assunta Legnante      | ITA  | 18,60     |
| 3     | Lieja Koeman          | NED  | 18,53     |
| 4     | Valentina Fedjuschina | AUT  | 18,23     |
| 5     | Ljudmila Setschko     | RUS  | 18,14     |
| 6     | Elena Hila            | ROU  | 17,52     |
| 7     | Cristiana Checchi     | ITA  | 17,36     |

Datum: 2. März

### Fünfkampf
| Platz | Athletin              | Land | Punkte |
| ----- | --------------------- | ---- | ------ |
| 1     | Jelena Prochorowa     | RUS  | 4622   |
| 2     | Naide Gomes           | POR  | 4595   |
| 3     | Carolina Klüft        | SWE  | 4535   |
| 4     | Anzhela Atroshchenko  | TUR  | 4503   |
| 5     | Sonja Kesselschläger  | GER  | 4402   |
| 6     | Magdalena Szczepanska | POL  | 4382   |
| 7     | Maria Peinado         | ESP  | 4320   |
| 8     | Larissa Netšeporuk    | EST  | 4319   |

Datum: 1. März
Der Fünfkampf besteht aus den Disziplinen 60-Meter-Hürdenlauf, Hochsprung, Kugelstoßen, Weitsprung und 800-Meter-Lauf.

## Medaillenspiegel
| Medaillenspiegel Endstand nach 28 Entscheidungen | Medaillenspiegel Endstand nach 28 Entscheidungen | Medaillenspiegel Endstand nach 28 Entscheidungen | Medaillenspiegel Endstand nach 28 Entscheidungen | Medaillenspiegel Endstand nach 28 Entscheidungen | Medaillenspiegel Endstand nach 28 Entscheidungen |
| Platz                                            | Land                                             | Gold                                             | Silber                                           | Bronze                                           | Gesamt                                           |
| ------------------------------------------------ | ------------------------------------------------ | ------------------------------------------------ | ------------------------------------------------ | ------------------------------------------------ | ------------------------------------------------ |
| 1                                                | Russland                                         | 5                                                | 2                                                | 4                                                | 11                                               |
| 2                                                | Spanien                                          | 4                                                | 3                                                | 3                                                | 10                                               |
| 3                                                | Polen                                            | 4                                                | 1                                                | 2                                                | 7                                                |
| 4                                                | Schweden                                         | 2                                                | 4                                                | 1                                                | 7                                                |
| 5                                                | Vereinigtes Königreich                           | 2                                                | 3                                                | 2                                                | 7                                                |
| 6                                                | Frankreich                                       | 2                                                | 1                                                | 1                                                | 4                                                |
| 7                                                | Belgien                                          | 2                                                | -                                                | -                                                | 2                                                |
| 8                                                | Deutschland                                      | 1                                                | 3                                                | 2                                                | 6                                                |
| 9                                                | Portugal                                         | 1                                                | 2                                                | -                                                | 3                                                |
| 9                                                | Tschechien                                       | 1                                                | 2                                                | -                                                | 3                                                |
| 11                                               | Ukraine                                          | 1                                                | -                                                | 2                                                | 3                                                |
| 12                                               | Bulgarien                                        | 1                                                | -                                                | 1                                                | 2                                                |
| 12                                               | Griechenland                                     | 1                                                | -                                                | 1                                                | 2                                                |
| 14                                               | Slowenien                                        | 1                                                | -                                                | -                                                | 1                                                |
| 15                                               | Österreich                                       | -                                                | 3                                                | -                                                | 3                                                |
| 16                                               | Rumänien                                         | -                                                | 2                                                | 1                                                | 3                                                |
| 17                                               | Italien                                          | -                                                | 1                                                | 1                                                | 2                                                |
| 18                                               | Dänemark                                         | -                                                | 1                                                | -                                                | 1                                                |
| 18                                               | Ungarn                                           | -                                                | 1                                                | -                                                | 1                                                |
| 18                                               | Schweiz                                          | -                                                | 1                                                | -                                                | 1                                                |
| 21                                               | Irland                                           | -                                                | -                                                | 2                                                | 2                                                |
| 21                                               | Belarus                                          | -                                                | -                                                | 2                                                | 2                                                |
| 23                                               | Estland                                          | -                                                | -                                                | 1                                                | 1                                                |
| 23                                               | Lettland                                         | -                                                | -                                                | 1                                                | 1                                                |
| 23                                               | Niederlande                                      | -                                                | -                                                | 1                                                | 1                                                |

## Abkürzungen
- CR: Halleneuropameisterschaftsrekord
- DQ: disqualifiziert
- NM: kein gültiger Versuch
- NR: nationaler Rekord
- PB: persönliche Bestleistung
- SB: persönliche Saisonbestleistung
- WR: Weltrekord